# Cano (Sousel)
Cano is een plaats (freguesia) in de Portugese gemeente Sousel en telt 1537 inwoners (2001).